# Kovač
Kovač (deutsch Kowatsch) ist eine Gemeinde in Tschechien. Sie liegt 10 Kilometer südöstlich von Jičín und gehört zum Okres Jičín.

## Geographie
Das Straßendorf Kovač erstreckt sich längs des Baches Lužanka westlich des Horschitzer Sandsteinrückens im Bergland Jičínská pahorkatina innerhalb des Nordböhmischen Tafellandes. Südlich des Ortes verläuft die Eisenbahnstrecke Hradec Králové – Jičín, an der bei Kovač die gleichnamige Bahnstation liegt.
Nachbarorte sind Lužany und Kamenice im Norden, Konecchlumí im Nordosten, Podhorní Újezd a Vojice im Osten, Sobčice und Kabáty im Südosten, Třtěnice im Süden, Vrbice im Südwesten, Butoves und Tuř im Westen sowie Kacákova Lhota und Řeheč im Nordwesten.

## Geschichte
Das Dorf wurde 1318 als Besitz des Ota von Byšice erstmals urkundlich erwähnt. 1422 gehörte das Dorf Jan Satlo von Kovač. Die Familie Satlo von Kovač hielt den Besitz fast ein Jahrhundert. Von ihr erwarb 1513 Matěj Libák von Radovesice die Feste und den Ort. Nachfolgende Besitzer waren die Geschlechter Bílský von Kařišov und Jilemnický von Újezdec und Kounice. 1584 kaufte Jaroslav Smiřický von Smiřice Kovač. Zwei Jahre später wurden die Kovačer Güter als gemeinsamer Besitz der Brüder Zikmund, Jaroslav, Ladislav und Albrecht Smiřický an die Güter in Úlibice angeschlossen.
Nach der Schlacht am Weißen Berg wurden die Güter der Smiřický konfisziert und an Albrecht von Waldstein übergeben. 1636 ging Kovač als erblicher Besitz an Rudolf von Tiefenbach über. Tiefenbach, der ohne Nachkommen blieb, setzte testamentarisch Norbert von Sternberg zum Erben aller Besitztümer nach dem Ableben seiner Witwe ein. 1710 kaufte Johann Joseph von Trauttmansdorff die Herrschaft Úlibice. Die Grafen Trauttmansdorff vereinigten die Herrschaften Kumburk und Úlibice zur Herrschaft Kumburk-Úlibice.
1804 entstand südlich des Dorfes die Zlodějek-Mühle, die insbesondere für die Bewohner von Kovač und Lužany mahlte. Nach der Aufhebung der Patrimonialherrschaften wurde Kováč, wie der Ort seinerzeit geschrieben wurde, 1850 zu einer Gemeinde mit 202 Einwohnern im Okres Jičín. 1880 hatte der Ort mit 361 Bewohnern seine größte Bevölkerungszahl erreicht. Karl von Trauttmansdorff ließ 1895 einen Hof errichten und nutzte die Wälder um Kovač als Jagdrevier.
Nach dem Zweiten Weltkrieg wurden die Grafen Trauttmansdorff enteignet. Die Zlodějek-Mühle, deren letzter Besitzer František Špígl war, verfiel nach 1945. Heute sind nur noch Ruinen vorhanden. 1961 erfolgte die Eingemeindung nach Konecchlumí, seit dem 24. November 1990 bildet Kovač wieder eine eigene Gemeinde.

## Gemeindegliederung
Für die Gemeinde Kovač sind keine Ortsteile ausgewiesen.

## Sehenswürdigkeiten
- Glockenturm am Dorfplatz

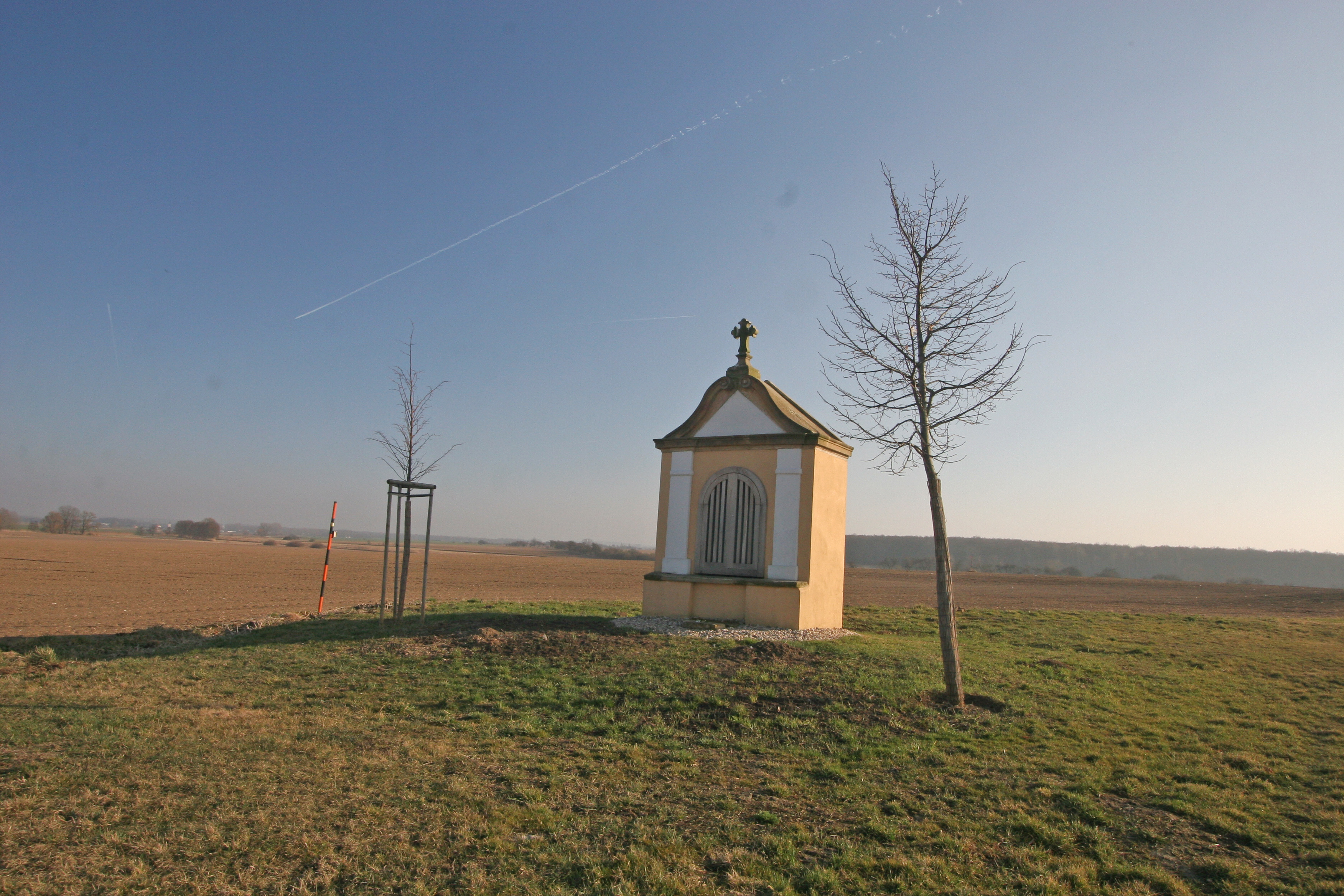
Marienkapelle

- Sandsteinstatue des Hl. Isidor, am Dorfplatz, errichtet 1737
- Sandsteinstatue des Hl. Karl Borromäus am westlichen Ortsausgang nach Butoves
- barocke Marienkapelle aus dem Jahre 1727, östlich des Dorfes auf einer Kuppe am Weg nach Konecchlumí
- barockes Sandsteinkruzifix, südöstlich von Kovač am Weg nach Kabáty, errichtet 1770
- Naturreservat Kovačská bažantnice, nördlich des Dorfes